# 서색슨인의 왕
서색슨인의 왕(고대 영어: Westseaxna Cyning 웨스트새악스나 퀴닝그)은 웨식스 왕국의 국가원수다.

## 목록

### 웨식스 왕조(519년 ~ 645년)
- 체르디치 (519년 ~ 534년)
- 킨리치 (534년 ~ 560년)
- 체울린 (560년 ~ 591년)
- 체올 (591년 ~ 597년)
- 체올울프 (597년 ~ 611년)
- 퀴네길스 (611년 ~ 643년)
- 퀴첼름 (626년 ~ 636년) : 퀴네길스와 공동통치
- 첸왈흐 (643년 ~ 645년)

### 머시아 왕조(645년 ~ 648년)
- 펜다 (645년 ~ 648년)

### 웨식스 왕조(648년 ~ 927년)
- 첸왈흐 (648년 ~ 672년)
- 색스부르흐 (672년 ~ 674년)
- 애스크윈 (674년 ~ 676년)
- 첸트윈 (676년 ~ 685년)
- 캐드왈라 (685년 ~ 688년)
- 이네 (688년 ~ 726년)
- 애셀허드 (726년 ~ 740년)
- 쿠스레드 (740년 ~ 756년)
- 시게베르흐트 (756년 ~ 757년)
- 퀴네울프 (757년 ~ 786년)
- 베오르트리치 (786년 ~ 802년)
- 에즈베르흐트 (802년 ~ 839년)
- 애셀울프 (839년 ~ 858년)
- 애셀발드 (858년 ~ 860년)
- 애셀베르흐트 (860년 ~ 865년)
- 애셀레드 (865년 ~ 871년)
- 앨프레드 (871년 ~ 899년)
- 에아드웨아르드 (899년 ~ 924년)
- 애셀스탄 (924년 ~ 927년)

## 같이 보기
- 웨식스 왕국
- 웨식스가
- 잉글랜드 국왕